# Luigi Amantea

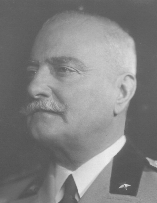
Luigi Amantea

Luigi Amantea (* 30. November 1869 in Rossano, Provinz Cosenza; † 9. April 1949 in Rom) war ein italienischer Offizier des Heeres (Esercito Italiano) und zuletzt Armeegeneral (Generale designato d’Armata), der unter anderem zwischen 1933 und 1943 Mitglied des Senats des Königreichs (Senato del Regno) war.

## Leben
Luigi Amantea, Sohn von Francesco Amantea und Beatrice Giunti, begann nach dem Schulbesuch eine Offiziersausbildung an der Militärschule (Scuola militare) und schloss dieses am 5. Oktober 1887 ab. In den folgenden Jahren fand er zahlreiche Verwendungen als Offizier im Heer (Esercito Italiano) sowie nach Abschluss der Kriegsschule (Scuola di guerra) auch als Stabsoffizier. Er nahm am Italienisch-Türkischen Krieg (29. September 1911 bis 18. Oktober 1912) teil, der mit einem italienischen Sieg endete. Am 3. April 1913 wurde er Ritter des Ordens der hl. Mauritius und Lazarus sowie am 4. Juni 1914 auch Ritter des Ordens der Krone von Italien. Er nahm zwischen 1915 und 1918 auch am Ersten Weltkrieg teil und wurde am 1. September 1915 zum Oberstleutnant (Tenente Colonnello) befördert und war unter anderem zwischen dem 13. April und dem 22. Juli 1916 Kommandeur des 89. Infanterieregiments „Salerno/Cosseria“ und nach anderen Verwendungen vom 10. März bis zum 12. Juli 1917 stellvertretender Chef des Stabes der 3. Armee (3ª Armata), deren damaliger Oberbefehlshaber Generalleutnant Emanuel Philibert von Savoyen-Aosta war.
Nach seiner Beförderung zum Brigadegeneral (Generale di Brigata) war er zwischen dem 23. Juli und dem 24. November 1917 Kommandeur der Infanteriebrigade „Potenza“. Im weiteren Kriegsverlauf war er schließlich vom 16. November bis zum 26. Februar 1918 Chef des Stabes der 5. Armee (5ª Armata). Für seine Verdienste wurde er am 13. September 1918 Offizier des Ordens der Krone von Italien und am 19. September 1918 auch Ritter des Militärordens von Savoyen. Während seiner Verwendungen in den ersten Jahren der Zwischenkriegszeit wurde er am 8. August 1920 Kommandeur des Ordens der Krone von Italien und bekleidete zwischen dem 13. April 1921 und dem 11. März 1923 den Posten des Kommandeurs der Infanteriebrigade „Bologna“, wobei er in dieser Verwendung am 24. Oktober 1921 auch zum Kommandeur des Ritterordens der hl. Mauritius und Lazarus ernannt wurde. Daneben war er als Nachfolger von Antonio Foschini von 1921 bis zu seiner Ablösung durch Riccardo Zanella am 5. Oktober 1921	auch Hochkommissar des Freistaates Fiume. Nachdem er zwischen dem 11. März und dem 1. Mai 1923 zur besonderen Verfügung gestanden hatte, übernahm er zwischen dem 1. Mai 1923 und dem 10. Februar 1927 das Amt als Sektionschef im Generalstab. Als solcher wurde er am 22. Mai 1926 rückwirkend zum 2. Februar 1926 zum Generalmajor (Generale di Divisione) befördert und war vom 10. Februar 1927 bis zum 22. Januar 1929 Kommandeur der 6. Territorialen Militärdivision „Brescia“. Nachdem er am 21. Januar 1929 seine Beförderung zum Generalleutnant (Generale di Corpo d’Armata) erhalten hatte, befand er sich kurzzeitig bis zum 4. Februar 1929 erneut zur besonderen Verfügung. Daraufhin übernahm er zwischen dem 4. Februar 1929 und dem 15. September 1932 den Posten als Kommandeur des Territorialen Militärkommandos CMT (Comando Militare Territoriale) „Alessandria“ und wurde in dieser Verwendung am 17. April 1930 auch Großoffizier des Ordens der Krone von Italien.

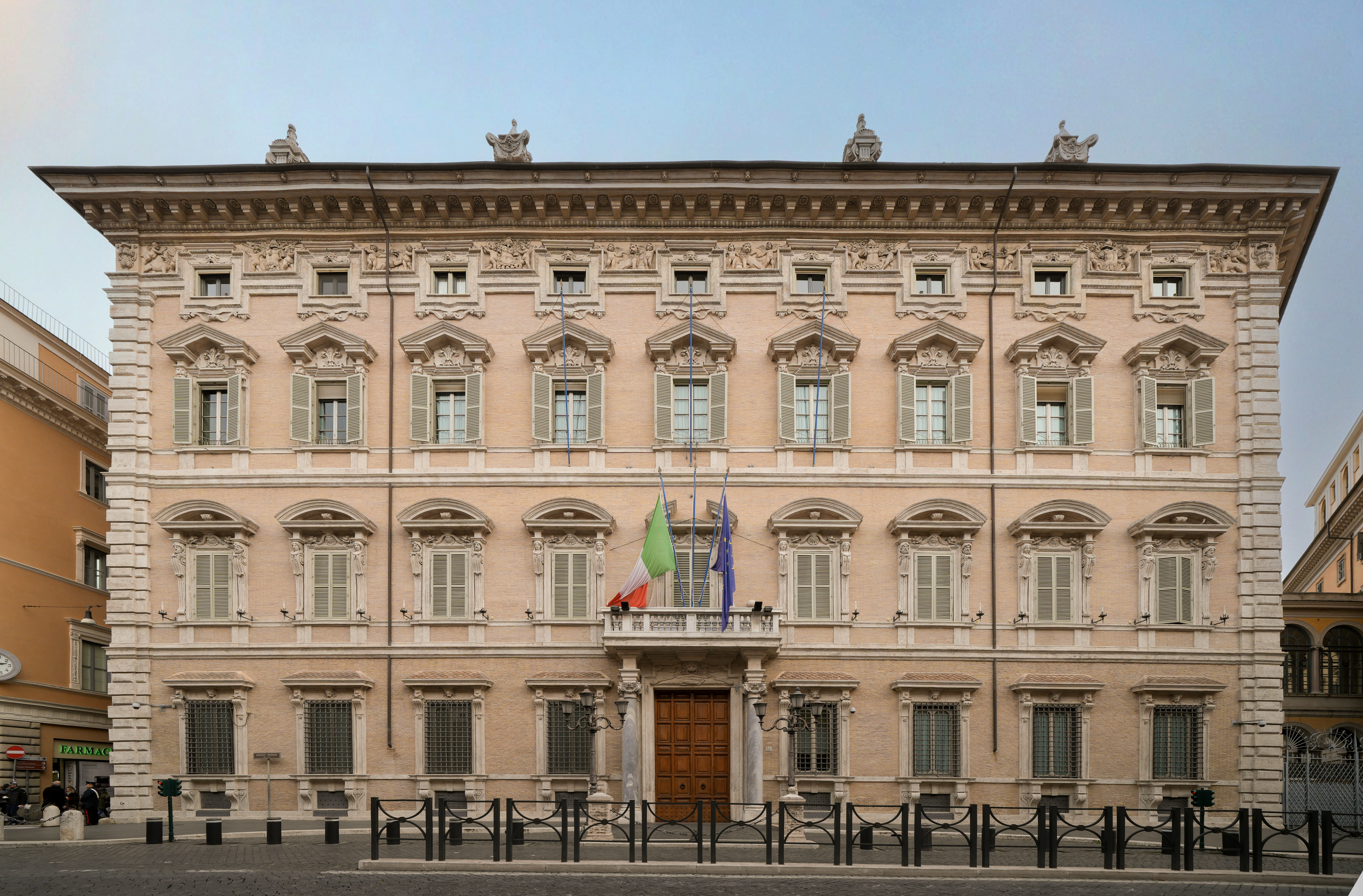
Der Palazzo Madama in Rom war der Sitz des Senats des Königreichs (Senato del Regno), dem Amantea zwischen 1933 und 1943 als Mitglied angehörte.

Luigi Amantea wurde am 15. September 1932 rückwirkend zum 3. Dezember 1928 zum General (Generale designato d’Armata) befördert und übernahm daraufhin zwischen dem 15. September 1932 und dem 30. November 1935 den Posten als Oberbefehlshaber des designierten Armeekommandos „Firenze“, wobei ihm am 17. November 1932 auch das Großkreuz des Ordens der Krone von Italien verliehen wurde.
Am 30. November 1933 wurde er als Mitglied des Senats des Königreichs (Senato del Regno) nominiert und gehörte diesem vom 13. Dezember 1933 bis zum Zusammenbruch des italienischen Faschismus am 5. August 1943 an. Er bekam für seine Verdienste am 15. Januar 1934 auch den Titel eines Großoffiziers sowie am 17. Januar 1935 zudem das Großkreuz des Ritterordens der hl. Mauritius und Lazarus. Nachdem er seit dem 30. November 1935 keine militärische Funktion mehr bekleidet hatte, schied er am 1. Januar 1940 aus dem aktiven Militärdienst und trat in den Ruhestand. Während seiner Senatszugehörigkeit war er zwischen dem 28. März 1938 und dem 20. Januar 1940 mit einer kurzen Unterbrechung Mitglied des Ausschusses für die Rechtsprechung des Obersten Gerichtshofes (Commissione per il giudizio dell’Alta Corte di Giustizia) und vom 17. April 1939 bis zum 5. August 1943 Mitglied des Ausschusses für die Streitkräfte (Commissione delle forze armate) sowie zugleich zwischen dem 25. Januar 1940 und dem 5. August 1943 ordentliches Mitglied der Berufungskommission für den Obersten Gerichtshof (Commissione d’appello dell’Alta Corte di Giustizia). Im Juli 1944 war er zusammen mit General Pietro Ago Mitglied einer Kommission zur Untersuchung unter Vorsitz des Rechtsanwalts Mario Palermo, die sich mit dem Zusammenbruch der Streitkräfte und der Aufgabe Roms an die deutschen Wehrmacht sowie der Verantwortung der Regierung Badoglio befasste. Ein Verfahren vor dem Obersten Gerichtshof für Sanktionen gegen den Faschismus ACGSF (Alta Corte di Giustizia per le Sanzioni contro il Fascismo) wurde mit Beschluss vom 29. September 1945 eingestellt. Aus seiner Ehe mit Francesca Longo gingen die Kinder Beatrice, Francesco und Maria Teresa hervor.